# 외젠 랑콩블레
외젠 에두아르 베르나르 랑콩블레(프랑스어: Eugène Edouard Bernard Lacomblé, 1896년 10월 26일 아른험 출생 ~ 1942년 2월 28일 자와해에서 사망)는 네덜란드 해군의 장교로서, 1917년부터 1942년까지 복무했다. 그의 경력은 순양함 드 로이터 함장으로 끝났다.

## 생애
네덜란드 왕립 해군사관학교에서 학사 학위를 받았다. 1942년 2월 28일 자와해에서 일본제국 해군과 격전을 치렀으나 패배하였고, 해군 해군소장 카렐 도어만과 함께 전사했다(자와 해 해전). 그리고 순양함 드 로이터도 침몰되었다.

## 사후
반 스트라엘렌급 소해정 Hr. Ms. 랑콩블레는 나중에 외젠 랑콩블레로 명명되었다.

## 서훈 내역
- 1949년 5월 28일에는 빌럼 무공훈장 기사훈장 4급을 수여받았다.